# 加藤学 (俳優)
加藤 学（かとう まなぶ、1980年4月24日 - ）は、日本の俳優。青森県出身。
アダ名『GAKU(ガク)』
KUKの名でデザイナーとしても活動。
永山たかしと共に『AUTEN』の名で路上ライブもやる他、Kitty-Guysのメンバーとして舞台や路上ライブで活動中。
2011年4月1日結婚したことをブログにて報告。

## 主な出演作品

### TV
- ごくせん
- ホーリーランド
- 忍風戦隊ハリケンジャー

### 映画
- あずみ
- バトル・ロワイアルII 鎮魂歌

### 舞台
- 飛龍伝
- ラブシーンvol.9
- ロックミュージカル『BLEACH』
  - ロックミュージカル『BLEACH』再炎
  - ロックミュージカル『BLEACH』The Dark of The Bleeding Moon
  - ロックミュージカル『BLEACH』No Clouds in the Blue Heavens
- シークレットボックス
- IZO
- 五右衛門ROCK
- リバースヒストリカ
- 髑髏城の七人
- 朧の森に棲む鬼
- 蜉蝣峠
- WBB vol.4「川崎ガリバー」（2013年4月20日 - 28日、青山円形劇場）